# Skär sefyrlilja
Skär sefyrlilja (Zephyranthes carinata) är en art i sefyrliljesläktet. Den är vildväxande i Centralamerika, från Mexiko till Colombia, men förekommer förvildad i andra varma områden. Arten odlas ibland som krukväxt i Sverige.
Löken är äggformad, cirka 2,5 cm i diameter. Bladen är bandlika och blir 15–30 cm långa och 5–8 mm breda. Blomstjälkarna blir 13–25 cm höga. Stödbladen blir 4–5 cm, cylindriska nertill, med en slits upptill. Blomstjälken blir cirka 2,5 cm lång. Blommor är blekt purpurrosa med vitt svalg. Pistillen är längre än ståndarna. Arten blommar under våren och sommaren.

## Systematik
Skär sefyrlilja  har ofta förväxlats med Zephyranthes minuta (Z. grandiflora) och förekommer ofta under namnet Z. grandiflora i litteratur och i odling. Systematiskt hör skär sefyrlilja till en grupp nord- och centralamerikanska arter som möjligen borde utgöra ett eget släkte, Cooperia. Senare tids forskning tyder på att de inte är släkt med de egentliga sefyrliljorna från Sydamerika.

## Odling
Placeras mycket ljust. Flera lökar planteras i väldränerad jord tidigt på vårvintern i en relativt stor kruka, lökspetsarna skall sticka upp ovanför jorden. Vattna sparsamt tills tillväxten kommit igång, sedan vattnas regelbundet och de skall helst inte torka ut helt. Bladen vissnar ner under vintern och lökarna förvaras torrt. Hålls i vanlig rumstemperatur, övervintras dock helst svalt 8-10°C. Gödsling regelbundet under tillväxtsäsongen. Förökas genom delning eller frösådd.